# 대니얼 칼턴 가이듀섹

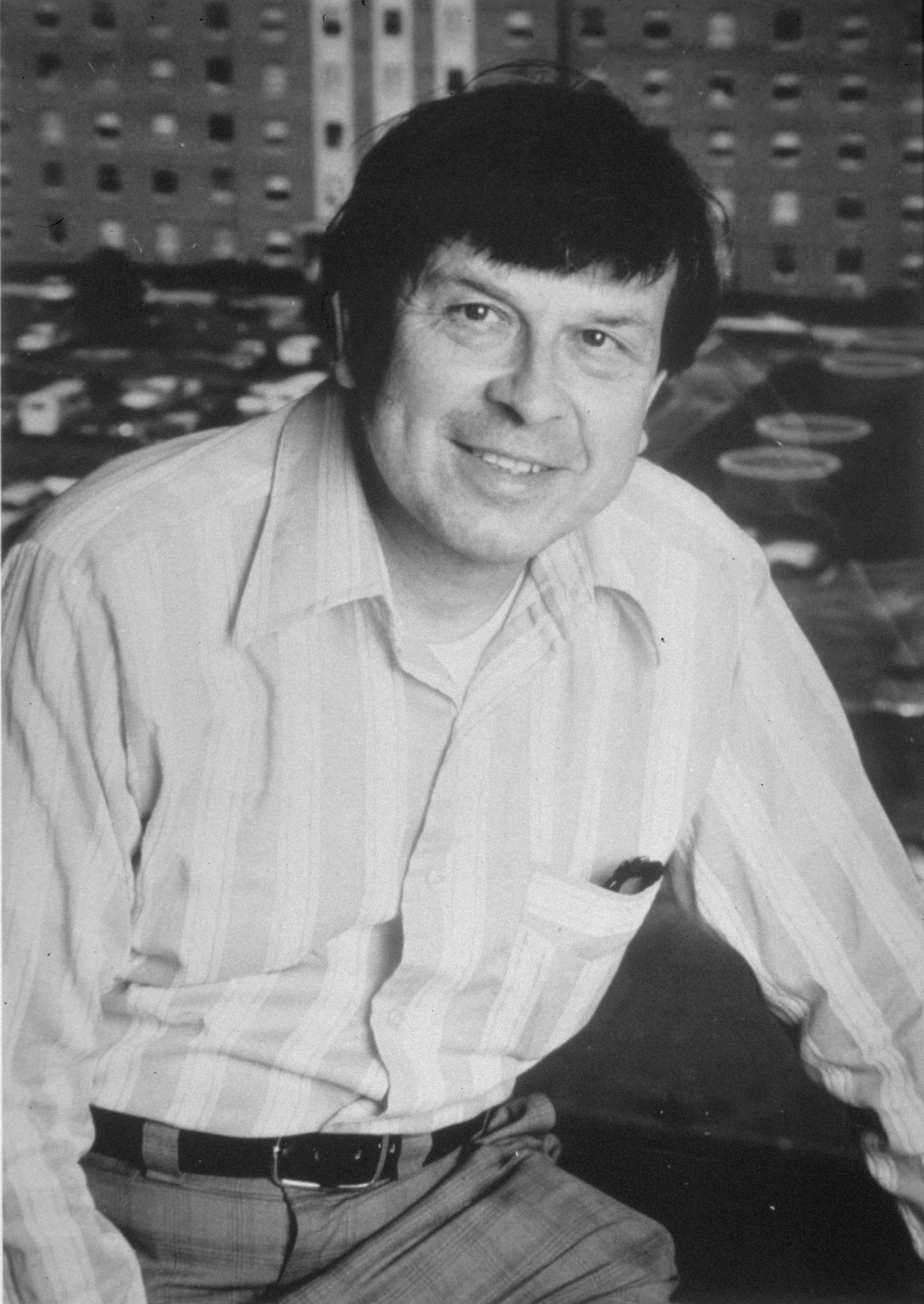

대니얼 칼턴 가이듀섹(영어: Daniel Carleton Gajdusek)은 미국의 과학자이다. 1976년 노벨 생리학·의학상을 받았다.

## 약력
1923년 뉴욕의 용커스에서 슬로바키아계 이민자인 카롤 가이두셰크(Karol Gajdušek)의 아들로 태어났다. 가이듀섹은 로체스터 대학교에서 물리학, 생물학, 화학, 수학을 공부한 뒤 1943년에 졸업했다. 1946년에는 하버드 대학교에서 박사 학위를 땄다. 가이듀섹은 과학에 관심을 갖게 되었고, 노벨상을 따고자 했다.
말년에는 노르웨이에서 살다가, 2008년 트롬쇠에서 향년 85세를 일기로 타계했다.

## 업적
가이듀섹이 남긴 대표적인 업적은 쿠루병에 대해 밝혀낸 것이다. 1950년대에서 1960년대 사이, 파푸아뉴기니의 원주민의 하나인 포레 족들에게 이 병이 유행하기 시작했다. 파푸아뉴기니를 방문한 가이듀섹은 일단 이를 식인과 연관을 지었다. 그는 포레 족들과 함께 생활하면서 그들의 문화를 배웠고, 이 때 그는 쿠루병으로 인해 사망한 이들의 부검을 조사하기 시작했다. 그는 이 병의 원인이 "가장이 죽으면 유가족들이 그의 뇌를 먹는 전통적인 풍습 때문에 일어난 일"이라고 결론을 지었다. 비록 그는 이 병을 일으키는 원인 물질은 밝혀내지 못했지만, 연구를 통해 프리온이라는 악성 단백질이 그 원인이라는 것을 밝혔다. 그는 이를 계기로 1976년에 노벨 생리학·의학상을 받게 되었다.

## 아동 성추행 혐의
그러나 그로부터 20년 뒤 그는 완전히 몰락하였다. 남태평양에 연구를 목적으로 갔을 때, 가이듀섹은 아이들이 더 나은 교육을 받을 수 있도록 하여금 그들을 자신의 조국인 미국에 데려와 함께 살게 하였다. 하지만 한 아이가 그로부터 성추행을 당했고, 아이는 어른이 된 뒤 가이듀섹을 고소했다. 그는 1996년 기소되었으며, 피해자의 증언과 가이듀섹 자신의 자백에 따라 이듬해 징역 12월을 선고받았다. 1998년 석방된 뒤 그는 5년 간의 보호를 유럽에서 보낼 수 있게 하였다. 이러한 행동으로 가이듀섹은 자신의 인생에 큰 오점을 두고야 말았다.